# Videojoc casual
El videojoc casual o videojoc per al gran públic és aquell videojoc que està pensat per jugar-hi en tongades curtes, implica un grau menor de complexitat i desenvolupament que els altres videojocs. Es distribueixen a partir de pàgines web multijoc a un públic massiu, que pot usualment provar una demo del joc reduïda abans de decidir comprar-lo. Poden existir, per tant, dues versions, una per ser jugada al navegador i una altra de descàrrega o únicament una d'elles. Els videojocs per al gran públic poden tenir qualsevol tipus de mecànica de joc, i ser classificats dins de qualsevol altre gènere tot i que hi ha gèneres específics que no es troben en els videojocs "hard", com els dinner games o els jocs de trobar objectes amagats (molts d'ells estan programats usant Adobe Flash). Són típicament distingibles per les seves regles simples i que no requereixen excessiu compromís en contrast amb la majoria de jocs, més complexos. 
No requereixen dedicació de temps a llarg termini o habilitats especials per jugar i, comparativament, els costos de distribució i de producció són més baixos per al productor.
Els videojocs casuals eren comunament jugats en un PC de manera en línia en un navegador web, encara que avui dia és comú jugar-los en tot tipus de dispositius digitals com videoconsola, mòbils, telèfons intel·ligents, PDAs o tauletes. Abans, els jugadors casuals solien ser de major edat que els jugadors d'un altre tipus de videojocs, normalment de gènere femení, amb un 74% d'ells sent de gènere femení. Actualment s'ha expandit a tot tipus d'edats causa de la seva integració en videoconsoles i telèfons intel·ligents. Alguns dels desenvolupadors i distribuïdors més coneguts de videojocs casuals són, entre d'altres, Big Fish Games, GameHouse, Last Day of Work, PlayFirst o Sandlot Games.

## Gèneres

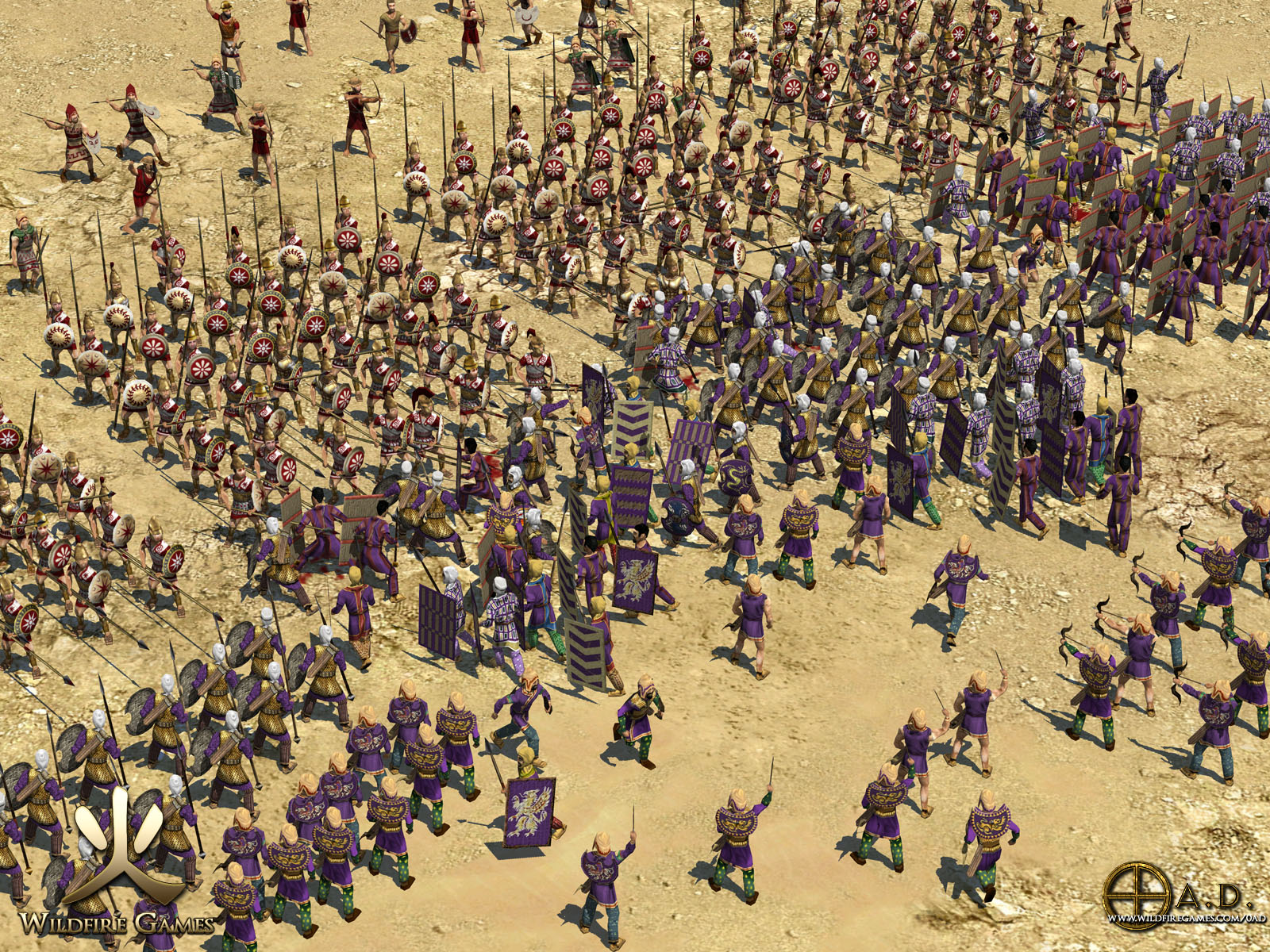
Un joc d'estratègia en temps real.

No hi ha una classificació precisa a l'hora de parlar de videojocs per al gran públic en la indústria moderna dels videojocs. Això pot ser explicat per les senzilles idees que formen la base d'aquests jocs així com per la quantitat de gèneres que es barregen en cada títol. D'acord amb Big Fish Games, distribuïdor i desenvolupadors de videojocs casuals, i Gamezebo, el comú dels títols més populars es podrien classificar en algun d'aquests set gèneres per a videojocs casuals:
- Videojoc de trencaclosques: L'objectiu d'aquests jocs és sobreviure el màxim temps possible fins que les peces arriben a l'extrem o omplen la pantalla. Per això s'han de col·locar les peces d'una determinada manera (Tetris, Dr. Mario, Columns) o bé eliminar-les (Frozen Bubble, Zuma)...

- Videojoc d'objectes amagats: Es tracta de una col·lecció d'intrigues i misteris, acompanyats de jocs amb reptes mentals per reflexionar. En són exemples jocs com Mystery Case Files sèries, Mortimer Beckett sèries, Hidden Expedition sèries, ...

- Videojoc d'aventures: és un tipus de videojoc en el qual l'interès predominant s'enfoca en la recerca i exploració, els diàlegs, la resolució d'enigmes, en lloc dels reflexos i l'acció. Així, un videojoc d'aventura és una ficció, com una pel·lícula, novel·la o còmic, de la qual el principal objectiu és explicar una història; diferenciant-se d'altres mitjans de comunicació per la seva interactivitat, el jugador pot influir en la història en forma de protagonista. Alguns videojocs d'aventura ofereixen diverses ramificacions d'escenari.[8] Un dels primers fou Mystery House basat en els deu negrets d'Agatha Christie, altres videojocs d'aventures són King's Quest (sèries), Leisure Suit Larry, Myst, Monkey Island (sèerie de videojocs, Syberia, Tony Tough, Broken Sword: The Sleeping Dragon o Fahrenheit.

- Videojoc d'estratègia: són els videojocs que requereixen que els jugador posi en pràctica les seves habilitats de plantejament i pensament per maniobrar, gestionant recursos de diversos tipus (materials, humans, militars...) per aconseguir la victòria. A la gran majoria de videojocs d'estratègia, “al jugador se li concedeix una vista del món absoluta, controlant indirectament les unitats sota el seu poder”[9] El representen videojocs com ara OGame, Travian, Age of Empires Online, Clash of Clans, Commandos, World in Conflict, Diner Dash, Angry Birds, ...

- Videojoc d'arcade i acció: Els videojocs es caracteritzen per la seva jugabilitat simple, repetitiva i d'acció ràpida. Més que un gènere en si, es tracta d'un qualificatiu sota el qual s'engloben tots aquells jocs típics de les màquines recreatives (beat 'em up, matamarcians, plataformes). Van tenir la seva època daurada en la dècada de 1980. També es diu que un joc és tipus «arcade» per significar que, en contraposició a altres jocs del mateix gènere que persegueixen un gran realisme o sofisticació (com els jocs de simulació de vehicles o de guerra), es caracteritzen per una jugabilitat, uns gràfics i/o un argument més simples. Exemples: Space Invaders, Asteroids, Pac-Man, Galaxian, Donkey Kong, Plants vs. Zombies, Peggle, ...

- Videojocs de paraules, vocabulari o coneixements: Bookworm, Aworded, Bonnie 's Bookstore, ...

- Videojocs de cartes, tauler & Mahjong : Poker, Monopoly, Risk, ...

Encara que no cal descartar que qualsevol dels gèneres que existeixen per a videojocs més complexos, es puguin trobar també presents en el sector dels videojocs casual, o que hagi títols que pertanyin a gèneres únics del sector.

## Jugador ocasional
Un jugador de videojocs per al gran públics és anomenat jugador ocasional o casual. E s un tipus de jugador de videojocs l'interès o temps dedicat a jugar videojocs és més reduït en comparació a altres activitats. Aquests poden englobar a tots aquells que mostren tot just un interès passatger en els videojocs, per la qual cosa és difícil categoritzar com un grup. Per aquesta raó, els jocs que tracten d'atraure el jugador casual tendeixen a lluitar amb regles simples i una facilitat de joc, l'objectiu és presentar una experiència de pick-up-and-play que la gent de gairebé qualsevol edat o nivell d'habilitat pugui gaudir.
La demografia dels videojocs per al gran públic també varia de les dels altres videojocs, sent el jugador ocasional mitjà de major edat i de gènere femení, amb més d'un 74% dels compradors de videojocs casuals sent de gènere femení.